# Kap Allen
Das Kap Allen ist eine schneefreie Landspitze an der Shackleton-Küste in der antarktischen Ross Dependency, die gemeinsam mit dem etwa sechs Kilometer nordöstlich gelegenen Mount Hope ein Einfallstor des Beardmore-Gletschers auf das Ross-Schelfeis bildet, das sogenannte Gateway. 
Das Kap wurde erstmals von Teilnehmern der Nimrod-Expedition (1907–1909) unter der Leitung des britischen Polarforschers Ernest Shackleton kartiert und nach Robert Calder Allen (1812–1903) benannt, dem Schiffsführer der Resolute unter Horatio Thomas Austin bei der Belcher-Expedition zur Suche nach der verschollenen Franklin-Expedition.